# Apollo e Dafne (Pollaiolo)
Apollo e Dafne è un dipinto olio su tavola (29,5x20 cm) attribuito a Piero del Pollaiolo e/o a suo fratello Antonio), databile al 1470-1480 circa e conservato nella National Gallery di Londra.

## Storia
La datazione dovrebbe collocarsi nel decennio 1470-1480. Per le piccole dimensioni e il materiale di supporto su cui fu realizzata, l'opera fu per lungo tempo ritenuta erroneamente un frammento decorativo di un cassone.
William Coningham acquistò la piccola tavoletta a Roma nel 1845. Nel 1876 giunse alla National Gallery grazie al lascito di Wynn Ellis.
Come il Martirio di San Sebastiano, anche quest'opera è stata a lungo assegnata al fratello maggiore di Piero, Antonio, ma la critica recente lo restituisce senza alcun dubbio al più giovane dei due.

## Descrizione e stile
L'opera mostra l'episodio tratto dalle Metamorfosi di Ovidio in cui Apollo insegue la ninfa Dafne, ma quando la raggiunge essa si trasforma in un albero di alloro per sfuggirgli. L'istante rappresentato è proprio quello della trasformazione, con la donna le cui braccia si sono già trasformate in rami, mentre il dio l'afferra sollevandola in vita.
La figura di Apollo è caratterizzata da un certo dinamismo e da una puntuale resa anatomica, con una linea di contorno tesa ed elastica nelle gambe che delinea lo scatto muscolare. Dafne invece è nella metà inferiore dinamica e in quella superiore estremamente statica, come a voler sottolineare la trasformazione in atto in un oggetto immobile quale un albero. La sua espressione è serena e non tradisce alcun sentimento.
La scena si svolge sullo sfondo di un ampio paesaggio fluviale, che sfuma dolcemente in lontananza per via dell'effetto della foschia, sfruttando la tecnica della prospettiva aerea. Anticamente i colori dell'opera dovevano essere più brillanti, soprattutto il verde della vegetazione (in resinato di rame) che ha subìto un'ossidazione irreversibile verso toni più cupi.